# Pheraspis symmetra
Pheraspis symmetra är en fjärilsart som beskrevs av Turner 1917. Pheraspis symmetra ingår i släktet Pheraspis och familjen tandspinnare. Inga underarter finns listade i Catalogue of Life.